# Earhart Corona
Earhart Corona est une corona, formation géologique en forme de couronne, située sur la planète Vénus par 70,1° N et 136,2° E. Elle est localisée dans le quadrangle d'Atalanta Planitia. Elle a été nommée en référence à Amelia Earhart, aviatrice américaine (1897-1937). 

## Géographie et géologie
Earhart Corona couvre une surface circulaire d'environ 414 km de diamètre. Cette formation fait partie des 59 coronae de plus de 400 km de diamètre sur la surface de Vénus.